# Río Tavignano
El río Tavignano es un río de Córcega (Francia). Nace a 1.743 m s. n. m. en el Lac de Nino, bajo el monte Tozzo. Desemboca en el mar Tirreno en la playa de Padulone, en Aléria. Su longitud es de 80 km, siendo el segundo más largo de la isla tras el río Golo.
Su recorrido se desarrolla en el departamento de Alta Córcega. Atraviesa las ciudades de Corte y Aléria. En su curso superior recorre las Gargantas del Tavignano. No hay embalses en su curso. El río Vecchio   es uno de sus afluentes.